# Eve Sussman
Eve Sussman (Londres, 1961) és una artista londinenca resident a Brooklyn especialitzada en el videoart i en la producció de pel·lícules.

## Biografia
Va estudiar al Robert College d'Istanbul i es va llicenciar en Belles Arts al Bennington College de Vermont. El 1999 va començar a produir vídeos i films. El 2004 va crear la Rufus Corporation, amb seu a Brooklyn, on treballa des de llavors.

## Obra
La seva obra ha estat exposada a països com Turquia, Àustria, Regne Unit, Irlanda, Alemanya, Itàlia, Espanya, Croàcia, França, Polònia i Canadà.

### Obres rellevants
- 2004 - 89 segons a l'Alcàsser, presentada a la Whitney Biennial de Nova York, on versiona Las Meninas de Velázquez[1]
- 2007 - El rapte de les sabines
- 2007 - 2010 - White on White[2]

## Exposicions rellevants a Catalunya
- 2010 - Galeria Senda, Barcelona